# Smirnych
Smirnych (russisch Смирных) ist eine Siedlung städtischen Typs in der Oblast Sachalin (Russland) mit 8050 Einwohnern (Stand 1. Oktober 2021).

## Geographie
Die Siedlung liegt im zentralen Teil der Insel Sachalin, in der weiten Niederung, die der Fluss Poronai zwischen westlichem und östlichem Teil des Sachalingebirges bildet. Sie ist dabei knapp 70 Kilometer von der Küste des Ochotskischen Meeres, der Terpenije-Bucht bei Poronaisk entfernt. Durch Smirnych fließt die Orlowka, die zehn Kilometer östlich in den Poronai mündet.
Smirnych ist seit der Gründung des gleichnamigen Rajons Smirnych am 16. Januar 1965 dessen Verwaltungszentrum. Der Ort liegt gut 350 Kilometer (Luftlinie) nördlich der Oblasthauptstadt Juschno-Sachalinsk.

## Geschichte
Während der Zugehörigkeit des Südteils der Insel Sachalin zu Japan ab 1905 existierte an Stelle des heutigen Smirnych der Ortsteil Keton (jap. 気屯) der Stadt Shikuka (heute: Poronaisk). Am Ende des Zweiten Weltkriegs besetzte die Sowjetunion den Südteil Sachalins. Der Ort erhielt 1947 seinen heutigen Namen zu Ehren von Hauptmann Leonid Smirnych, der als Bataillonskommandeur der Roten Armee 1945 bei den Kämpfen um das Gebiet ums Leben gekommenen war. Ein Dorf des Rajons erhielt seinen Namen nach dem ebenfalls dort gefallenen Sergeanten Anton Bujukly. Beide wurden außerdem zu Helden der Sowjetunion erklärt.
1966 wurde dem Ort der Status einer Siedlung städtischen Typs verliehen, offenbar im Zusammenhang mit der Entstehung einer Luftwaffenbasis unmittelbar östlich des Ortes in dieser Zeit. Von dieser Basis starteten am 1. September 1983 MiG-23-Abfangjäger, die an der Aktion beteiligt waren, die zum Abschuss einer südkoreanischen Boeing 747 führte.
Bevölkerungsentwicklung
| Jahr | Einwohner |
| ---- | --------- |
| 1959 | 5758      |
| 1970 | 5964      |
| 1979 | 7344      |
| 1989 | 9693      |
| 2002 | 7561      |
| 2010 | 7399      |

Anmerkung: Volkszählungsdaten

## Wirtschaft und Infrastruktur
Die Siedlung liegt an der nach Nogliki führenden Hauptstrecke des schmalspurigen Eisenbahnnetzes (Kapspur 1067 mm) der Insel Sachalin (Streckenkilometer 411 ab Korsakow über Juschno-Sachalinsk; Stationsname Smirnych-Sachalinski). Smirnych wurde beim Streckenbau Richtung Norden gegen Ende der 1940er Jahre erreicht.
Durch den Ort führt die Regionalstraße R487 von Juschno-Sachalinsk über Poronaisk nach Alexandrowsk-Sachalinski, von der hier die R491 nach Boschnjakowo an der Westküste der Insel abzweigt.